# Ruben Amorim
Ruben Amorim (Lisabon, 27. siječnja 1985.) portugalski je nogometni trener i bivši nogometaš. Trenutno je trener Manchester Uniteda. Kao igrač igrao je na poziciji veznog.

## Trofeji

### Igrački
Benfica
- Primeira Liga: 2009./10., 2013./14., 2014./15.[4]
- Taça de Portugal: 2013./14.
- Taça da Liga: 2008./09., 2009./10., 2010./11., 2013./14., 2014./15.
- Supertaça Cândido de Oliveira: 2014.

Braga
- Taça da Liga: 2012./13.

### Trenerski:
Braga
- Taça da Liga: 2019./20.

Sporting CP
- Primeira Liga: 2020./21.[5], 2023./24.[6]
- Taça da Liga: 2020./21., 2021./22.
- Supertaça Cândido de Oliveira: 2021.[7]